# Gohar Gasparian
Gohar Gasparian (în armeană Գոհար Գասպարյան; n. 14 decembrie 1924, Cairo, Egipt – d. 16 mai 2007, Erevan, Armenia) a fost o solistă de operă de origine armeană. Cunoscută ca „Privighetoarea armeană”, este deținătoarea mai multor distincții primite de-a lungul carierei, printre care Premiul de stat al URSS, gradul al III-lea (1951), cât și titlurile de Erou al Muncii Socialiste (1984) și Artist al Poporului din URSS (1956).

## Biografie
Gohar Gasparian s-a născut la 14 decembrie 1924 (conform altor surse, 12 februarie 1922) în Cairo (conform altor surse, în satul Ibrahim Sharkiai). A studiat la Academia de Muzică din orașul natal, fiind instruită de profesorii italieni Eliz Feldman și Vincenzo Carro. Între 1940-1948 a fost solistă pentru postul național de radio al Egiptului. În 1948, a emigrat în Republica Sovietică Socialistă Armenească, odată cu mii de alți armeni din Orientul Mijlociu.
Din 1949 a devenit solistă la Teatrul Național Academic Armean de Operă și Balet „Aleksandr Spendiarian”, interpretând rolurile principale în 23 de opere de-a lungul carierei sale. A participat la numeroase concerte, repertoriul său conținând peste 500 de melodii ale compozitorilor francezi, italieni și germani precum Johann Sebastian Bach, Wolfgang Amadeus Mozart sau Johann Strauss. A făcut turnee în multe orașe ale URSS și în străinătate: în Polonia, Ungaria, România, Anglia, Franța, Japonia, Statele Unite, Canada, Brazilia, Mexic și Turcia. În 1951, a fost soprana operei lui Haro Stepanjan, Eroina, primind unul dintre „Premiile muzicii lui Stalin” pentru interpretarea sa.
Gasparian a predat muzica la Conservatorul de stat Komitas⁠(d) din Erevan, mulți dintre studenții ei ajungând soliști de clasă mondială. Unul dintre elevii săi, tenorul Tigran Levonian, îi va deveni soț. În 1984 a fost numită cetățean de onoare al orașului Erevan. Gohar Gasparian a decedat la data de 16 mai 2007 în Erevan, fiind înmormântată în panteonul parcului Komitas⁠(d)..

## Teatru
| Personaj         | Opera                   | Compozitor              |
| ---------------- | ----------------------- | ----------------------- |
| Anush            | Anush                   | Armen Tigranian         |
| Shushan          | David Bek               | Armen Tigranian         |
| Goar             | Eroina                  | Haro Stepanjan          |
| Olympia          | Arshak II               | Tigran Ciuhadjan⁠(d)     |
| Karine           | Karine                  | Tigran Ciuhadjan        |
| Lucia            | Lucia di Lammermoor     | Gaetano Donizetti       |
| Linda            | Linda di Chamouni       | Gaetano Donizetti       |
| Norina           | Don Pasquale            | Gaetano Donizetti       |
| Lakme            | Lakmé                   | Léo Delibes             |
| Violetta         | La traviata             | Giuseppe Verdi          |
| Desdemona        | Otello                  | Giuseppe Verdi          |
| Gilda            | Rigoletto               | Giuseppe Verdi          |
| Rosina           | Il Barbiere di Siviglia | Gioachino Rossini       |
| Norma            | Norma                   | Vincenzo Bellini        |
| Martha           | Mireasa Țarului         | Nikolai Rimski-Korsakov |
| Prilepa          | Dama de pică            | Piotr Ilici Ceaikovski  |
| Regina Shemakhan | Cocoșelul de aur        | Nikolai Rimski-Korsakov |
| Dinorah          | Dinorah                 | Giacomo Meyerbeer       |
| Amina            | Somnambula              | Vincenzo Bellini        |
| Margarita        | Faust                   | Charles Gounod          |
| Julieta          | Romeo și Julieta        | Charles Gounod          |
| Nedda            | Paiațe                  | Ruggiero Leoncavallo    |

## Filmografie
- 1954 - Concert armenesc cinematografic, studioul „Armenfilm” din Erevan, regizori: L. Isahakian, G. Sarkisov (arii din opere armenești, Gohar Gasparian se numără printre cântăreți);[11]:
- 1954 - Secretul Lacului Muntelui, studioul „Armenfilm” din Erevan, regizor: A. Roe (film pentru copii, cântecul lui Karine este interpretat de Gohar Gasparian);[12]
- 1959 - Această seară festivă, Televiziunea Centrală Sovietică, regizori: Gherman Livanov, Fahri Mustafaev (musical);
- 1963 - Gohar Gasparian cântă, studioul „Armenfilm” din Erevan, regizor: G. Melik-Avakian (filmul constă din 11 povestiri muzicale interpretate de Gohar Gasparian);[13]
- 1967 - Karine, studioul „Armenfilm” din Erevan, regizor: A. Manarian (comedie muzicală după opereta lui Tigran Cuhadjan Leblebici Horhor, cântecul lui Karine este interpretat de Gohar Gasparian);[14]
- 1974 - Goar, studioul „Armenfilm” din Erevan, regizor: M. Varjapetian (concert cinematografic la care participă Gohar Gasparian);[15]
- 1983 - Anush, studioul „Armenfilm” din Erevan, regizor: M. Varjapetian (film după opera cu același nume compusă de Armen Tigranian, rolul lui Anush este interpretat de actrița S. Spivakova, cântecul este interpretat de Gohar Gasparian);[16]
- 1988 - Arshak II, studioul „Armenfilm” din Erevan, regizor: T. Levonian (film după opera cu același nume compusă de Tigran Cuhadjan, cântecul Olympiei este interpretat de Gohar Gasparian).[17]

## Premii și titluri
- Erou al Muncii Socialiste - titlu primit la 11 decembrie 1984 „pentru servicii deosebite în dezvoltarea muzicii sovietice”;
- Artist al Poporului din Republica Sovietică Socialistă Armenească - titlu primit la 26 septembrie 1954;[18]
- Artist al Poporului din URSS - titlu primit la 27 iunie 1956;
- Premiul de stat al URSS, gradul al III-lea - premiu primit în 1951;
- Premiul de Stat al RSS Armenească - premiu primit la 1964;
- Ordinul Lenin - distincție primită la 11 decembrie 1984;
- Ordinul Prieteniei Popoarelor - distincție primită la 7 august 1981;
- Ordinul Mesrob Maștoț - distincție primită la 14 decembrie 1994;
- Cetățean de onoare al orașului Erevan - distincție primită în 1984.[19].

## Aprecieri critice
„Cântăreața Gohar Gasparian - în anii 1950 și mai târziu aceste cuvinte însemnau ceva și erau recunoscute de orice cetățean sovietic care era mai mult sau mai puțin familiarizat cu opera.”—Primul ambasador al Rusiei în Armenia, Vladimir Stupishin
„Astfel de coloși precum Gohar Gasparian se nasc odată la un secol. Cele mai complexe lucrări ale clasicilor mondiali, care par uneori imposibil de interpretat, nu numai că primesc o nouă viață în viziunea lui Gasparian, ci depășesc interpretarea inițială a compozitorului. Gohar este o stea a artei vocale și merită constelații.”—Zara Dolukhanova
„Cântecul lui Gohar Gasparian este un zâmbet al artei, care împodobește viața. Numele marei cântărețe invocă un sentiment de mândrie profundă și admirație printre toți armenii, fără excepție.”—Alexander Melik-Pashayev
„Înainte de Gohar Gasparian, nu știam ce este o soprană de coloratură.”—Irina Arkhipova